# Petrivka Druha, Bratske
Petrivka Druha (în ucraineană Петрівка Друга) este un sat în comuna Kostuvate din raionul Bratske, regiunea Mîkolaiiv, Ucraina.

## Demografie
Componența lingvistică a localității Petrivka Druha
     Ucraineană (100%)
Conform recensământului din 2001, toată populația localității Petrivka Druha era vorbitoare de ucraineană (100%).